# Карибский кубок
Карибский кубок (англ. Caribbean Cup) или Кубок Кариб (исп. Copa del Caribe) — футбольный турнир, проводимый Карибским футбольный союзом с 1989-го по 2017 год. Заменил Чемпионат КФС (проведённый 6 раз в 1978—1988 годах). Карибский кубок — квалификация для другого турнира, Золотого кубка КОНКАКАФ. Турнир проводится нерегулярно, последний раз он проходил в 2017 году. В 1990-м году, в день финала, в Тринидаде и Тобаго, стране-хозяйке соревнования, случилось восстание аль Муслима и турнир был прекращён. За годы проведения карибского кубка, он часто менял свои названия в угоду спонсорам.

## Турниры
| Год         | Хозяин                                |                   | Финал             | Финал                    | Финал              |                   | Матч за третье место             | Матч за третье место | Матч за третье место |
| Год         | Хозяин                                | Чемпион           | Счёт              | Финалист                 | 3 место            | Счёт              | 4-е место                        |                      |                      |
| ----------- | ------------------------------------- | ----------------- | ----------------- | ------------------------ | ------------------ | ----------------- | -------------------------------- | -------------------- | -------------------- |
| 1989 Детали | Барбадос                              | Тринидад и Тобаго | 2 — 1             | Гренада                  | Гваделупа          | По таблице        | Нидерландские Антильские острова |                      |                      |
| 1990 Детали | Тринидад и Тобаго                     | НЕ ДОИГРАН'       | НЕ ДОИГРАН'       | НЕ ДОИГРАН'              | НЕ ДОИГРАН'        | НЕ ДОИГРАН'       | НЕ ДОИГРАН'                      | НЕ ДОИГРАН'          | НЕ ДОИГРАН'          |
| 1991 Детали | Ямайка                                | Ямайка            | 2 — 0             | Тринидад и Тобаго        | Сент-Люсия         | 4 — 1             | Гайана                           |                      |                      |
| 1992 Детали | Тринидад и Тобаго                     | Тринидад и Тобаго | 3 — 1             | Ямайка                   | Мартиника          | 1 — 1 (5 — 3) пен | Куба                             |                      |                      |
| 1993 Детали | Ямайка                                | Мартиника         | 0 — 0 (6 — 5) пен | Ямайка                   | Тринидад и Тобаго  | 3 — 2             | Сент-Китс и Невис                |                      |                      |
| 1994 Детали | Тринидад и Тобаго                     | Тринидад и Тобаго | 7 — 2             | Мартиника                | Гваделупа          | 2 — 0             | Суринам                          |                      |                      |
| 1995 Детали | Каймановы острова и Ямайка            | Тринидад и Тобаго | 5 — 0             | Сент-Винсент и Гренадины | Куба               | 3 — 0             | Каймановы острова                |                      |                      |
| 1996 Детали | Тринидад и Тобаго                     | Тринидад и Тобаго | 2 — 0             | Куба                     | Мартиника          | 1 — 1 (3 — 2) пен | Суринам                          |                      |                      |
| 1997 Детали | Антигуа и Барбуда и Сент-Китс и Невис | Тринидад и Тобаго | 4 — 0             | Сент-Китс и Невис        | Ямайка             | 4 — 1             | Гренада                          |                      |                      |
| 1998 Детали | Ямайка и Тринидад и Тобаго            | Ямайка            | 2 — 1             | Тринидад и Тобаго        | Гаити              | 3 — 2             | Антигуа и Барбуда                |                      |                      |
| 1999 Детали | Тринидад и Тобаго                     | Тринидад и Тобаго | 2 — 1             | Куба                     | Ямайка Гаити       | н/с               |                                  |                      |                      |
| 2001 Детали | Тринидад и Тобаго                     | Тринидад и Тобаго | 3 — 0             | Гаити                    | Мартиника          | 1 — 0             | Куба                             |                      |                      |
| 2005 Детали | Барбадос                              | Ямайка            | 1 — 0             | Куба                     | Тринидад и Тобаго  | 3 — 2             | Барбадос                         |                      |                      |
| 2007 Детали | Тринидад и Тобаго                     | Гаити             | 2 — 1             | Тринидад и Тобаго        | Куба               | 2 — 1             | Гваделупа                        |                      |                      |
| 2008 Детали | Ямайка                                | Ямайка            | 2 — 0             | Гренада                  | Гваделупа          | 0 — 0 (5 — 4) пен | Куба                             |                      |                      |
| 2010 Детали | Мартиника                             | Ямайка            | 1 — 1 (5 — 4) пен | Гваделупа                | Куба               | 1 — 0             | Гренада                          |                      |                      |
| 2012 Детали | Антигуа и Барбуда                     | Куба              | 1 — 0             | Тринидад и Тобаго        | Гаити              | 1 — 0             | Мартиника                        |                      |                      |
| 2014 Детали | Ямайка                                | Ямайка            | 0 — 0 (4 — 3) пен | Тринидад и Тобаго        | Гаити              | 2 — 1             | Куба                             |                      |                      |
| 2017 Детали | Мартиника                             | Кюрасао           | 2 — 1             | Ямайка                   | Французская Гвиана | 1 — 0             | Мартиника                        |                      |                      |

### Титулы
| 8 | Тринидад и Тобаго |
| 6 | Ямайка            |
| 1 | Гаити             |
| 1 | Куба              |
| 1 | Мартиника         |
| 1 | Кюрасао           |

## Интересные факты
- В Карибском кубке 1994 года действовало правило, по которому забитый в дополнительное время золотой гол засчитывался за два. Используя это правило, сборная Барбадоса обошла сборную Гренады в групповом этапе и вышла в следующий раунд. Обстоятельства складывались так, что Барбадосу нужно было побеждать с разницей в 2 мяча, а в конце игры счёт был 2:1 в его пользу. В итоге игроки Барбадоса забили в собственные ворота гол, намереваясь перевести игру в овертайм. Игроки Гренады, поняв задумку соперника, решили забить третий гол (без разницы, в чьи ворота) в основное время, но команда Барбадоса не позволила гренадцам изменить счёт, защитив и свои, и чужие ворота, а в овертайме победила с необходимым счётом[5]. После этого случая правило о «золотом голе», считающемся за два, отменили.